# Meioneta fillmorana
Meioneta fillmorana is een spinnensoort in de taxonomische indeling van de hangmatspinnen (Linyphiidae).
Het dier behoort tot het geslacht Meioneta. De wetenschappelijke naam van de soort werd voor het eerst geldig gepubliceerd in 1919 door Ralph Vary Chamberlin.